# Hồ sơ khảo cổ học
Hồ sơ khảo cổ học là thực thể các bằng chứng vật chất về quá khứ, và không bao gồm các hồ sơ lịch sử bằng văn tự. Hồ sơ là một trong những khái niệm cốt lõi trong khảo cổ học, các ngành học liên quan đến việc lập hồ sơ và giải thích các kỷ lục khảo cổ. Lý thuyết khảo cổ học được sử dụng để giải thích hồ sơ khảo cổ học nhằm hiểu rõ hơn về các nền văn hóa của con người. Hồ sơ khảo cổ có thể bao gồm những phát hiện cổ xưa nhất cũng như các hiện vật đương đại. Hoạt động của con người đã có tác động lớn đến hồ sơ khảo cổ học. Các quá trình con người phá hủy thiên nhiên, chẳng hạn như phát triển đất đai và nông nghiệp, có thể làm hỏng hoặc phá hủy các địa điểm khảo cổ tiềm năng.
Các mối đe dọa khác đối với hồ sơ khảo cổ bao gồm các hiện tượng tự nhiên và việc thu dọn môi trường. Các cuộc khai quật khảo cổ thực tế là có thể có tác động hủy diệt hồ sơ khảo cổ, vì các nguồn tài nguyên hữu hạn của hồ sơ khảo cổ học bị mất đi khi. Do đó các nhà khảo cổ học hạn chế số lượng khai quật mà họ thực hiện tại mỗi địa điểm và lưu giữ những ghi chép tỉ mỉ về những gì được tìm thấy. Hồ sơ khảo cổ là hồ sơ vật lý về tiền sử và lịch sử của loài người, về lý do tại sao các nền văn minh cổ đại thịnh vượng hay thất bại và tại sao các nền văn hóa đó thay đổi và phát triển. Đó là câu chuyện của thế giới loài người.

## Các thành phần
Các thành phần của hồ sơ khảo cổ bao gồm: hiện vật, cấu trúc xây dựng, tác động của con người đến môi trường, rác thải, địa tầng, thực hành nhà xác, di tích thực vật hoặc di tích động vật. Các đồ tạo tác từ hồ sơ khảo cổ thường được tìm thấy trong lòng đất, và sau khi đào lên, các nhà khảo cổ học đưa các dữ liệu như ảnh và vị trí chính xác của hiện vật vào hồ sơ khảo cổ. Xương đôi khi được tìm thấy và đưa vào hồ sơ khảo cổ. Xương có thể là của cả động vật và con người đã chết và được bảo tồn. Các mảnh xương và toàn bộ xương có thể là một phần của hồ sơ khảo cổ. Thực vật và vật liệu hữu cơ được tìm thấy cũng có thể trở thành một phần của hồ sơ khảo cổ. Hạt giống là một nguyên liệu thực vật phổ biến được tìm thấy và đưa vào hồ sơ khảo cổ học. Những hạt giống mà các nhà khảo cổ tìm thấy thường là những hạt đã bị đốt cháy trong quá trình nấu nướng, giúp bảo quản chúng.
Các đặc điểm cũng là một phần của hồ sơ khảo cổ và là văn hóa vật chất mà thông thường các nhà khảo cổ học không thể lấy và thực hiện nghiên cứu trong phòng thí nghiệm. Các đặc điểm có thể bao gồm vết cháy trong lòng đất từ các hố lửa hoặc ụ lửa và các cấu trúc khác được xây dựng từ lâu. Các tính năng cũng có thể bao gồm các gò đất hoặc các di tích khác đã được xây dựng bởi các nền văn minh khác.